# Subthalamus

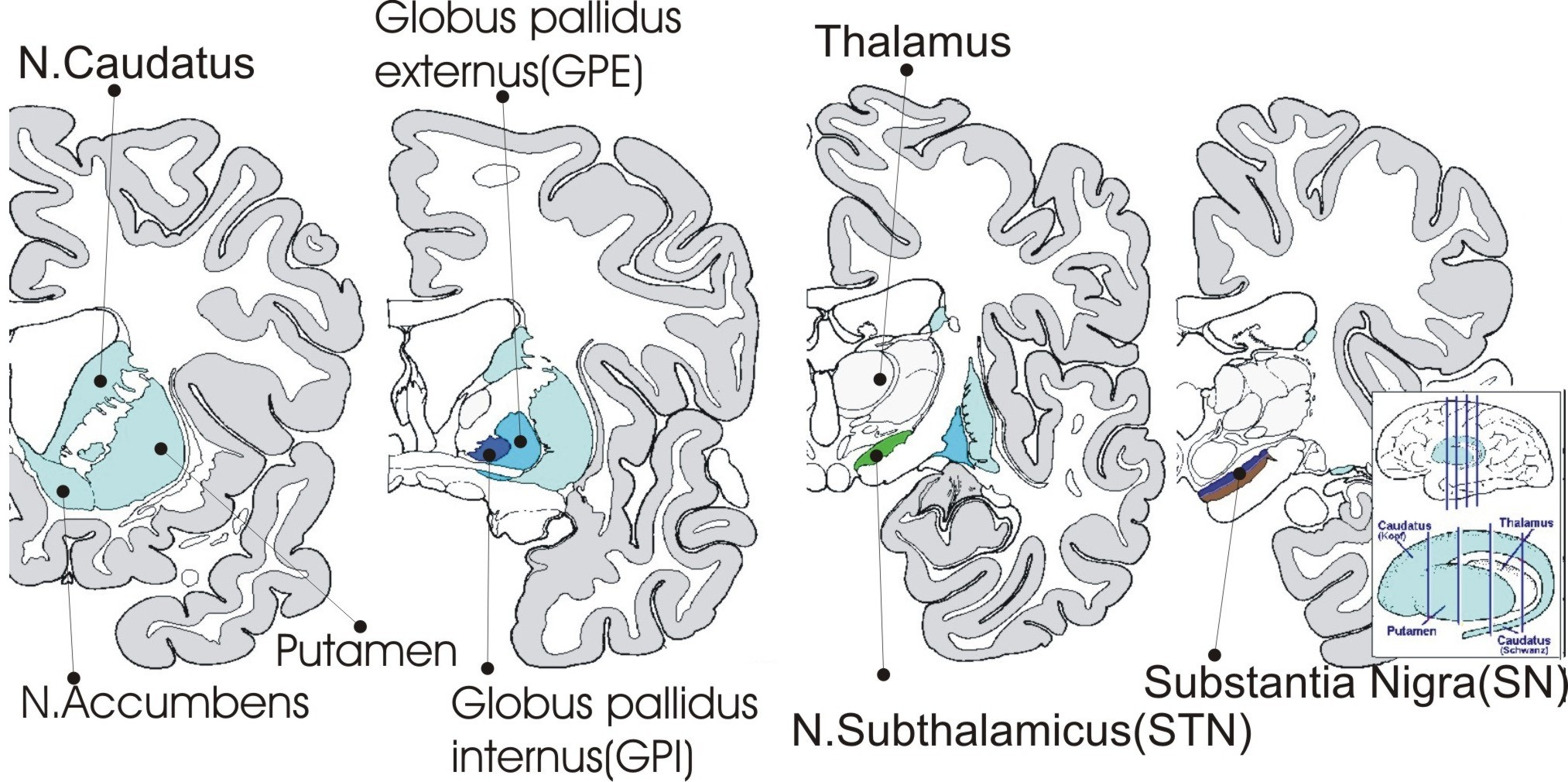
Anatomie der Basalganglien (schematisiert) 4 halbschematische Koronarschnitte

Der Subthalamus oder Thalamus ventralis ist ein Teil des Zwischenhirns (Diencephalon), welcher vor allem für die Steuerung der Grobmotorik zuständig ist. Die wichtigsten Strukturen des Subthalamus sind der Nucleus subthalamicus und das Pallidum, welches als Zentrum des extrapyramidalmotorischen Systems arbeitet, den Antagonisten zum Corpus striatum darstellt und grob in einen größeren motorikfördernden und einen kleineren motorikhemmenden Teil untergliedert ist.
Der Nucleus subthalamicus (abgekürzt oft STN, ältere Bezeichnungen Corpus subthalamicum Luysi, Luys-Körper, benannt nach dem französischen Neuropathologen Jules Bernard Luys) steht vor allem mit dem Pallidum in Verbindung, von welchem er sowohl Signale empfängt als auch dorthin sendet. Er wird vom motorikfördernden Teil des Pallidums gehemmt und wirkt auf den motorikhemmenden Teil des Pallidums erregend (via Glutamat). Somit übernimmt er eine wichtige bewegungsimpulshemmende Funktion.
Eine Schädigung des Nucleus subthalamicus führt zum Krankheitsbild des Ballismus oder bei einseitiger Störung zum Hemiballismus.
Elektrische Stimulation des STN mittels implantierter Mikroelektroden kann helfen, die Symptome der Parkinson-Krankheit zu lindern.
| Spezies         | Anzahl an Neurone | Volumen   |
| --------------- | ----------------- | --------- |
| Ratte           | ~ 25 000          | ~ 0,8 mm³ |
| Weißbüschelaffe | ~ 35 000          | ~ 2,7 mm³ |
| Makaken         | ~ 155 000         | ~ 34 mm³  |
| Paviane         | ~ 230 000         | ~ 50 mm³  |
| Menschen        | ~ 560 000         | ~ 240 mm³ |